# Vel’s Parnelli Jones Racing
Vel’s Parnelli Jones Racing war ein US-amerikanisches Rennteam der 1970er- 1980er-Jahre.

## Geschichte
Vel’s Parnelli Jones Racing wurde 1969 vom US-amerikanischen Rennfahrer Parnelli Jones und dessen Geschäftspartner Velco "Vel" Miletich gegründet. Schon ein Jahr später gab es den ersten großen Sieg für das Team. Al Unser gewann im Parnelli-Colt-70-Ford das 500-Meilen-Rennen von Indianapolis und die die USAC-Meisterschaft. Ein Jahr später wiederholte Unser den Erfolg in Indianapolis im Colt 71 und Joe Leonard gewann die Meisterschaft.
Ab 1972 baute Parnelli eigene Chassis und im selben Jahr mussten sich in Indianapolis die beiden Parnelli-Piloten, Al Unser und Joe Leonard nur Mark Donohue im McLaren M16 geschlagen geben. Leonard gewann am Ende des Jahres aber erneut die Meisterschaft für Parnelli.

### Formel 1

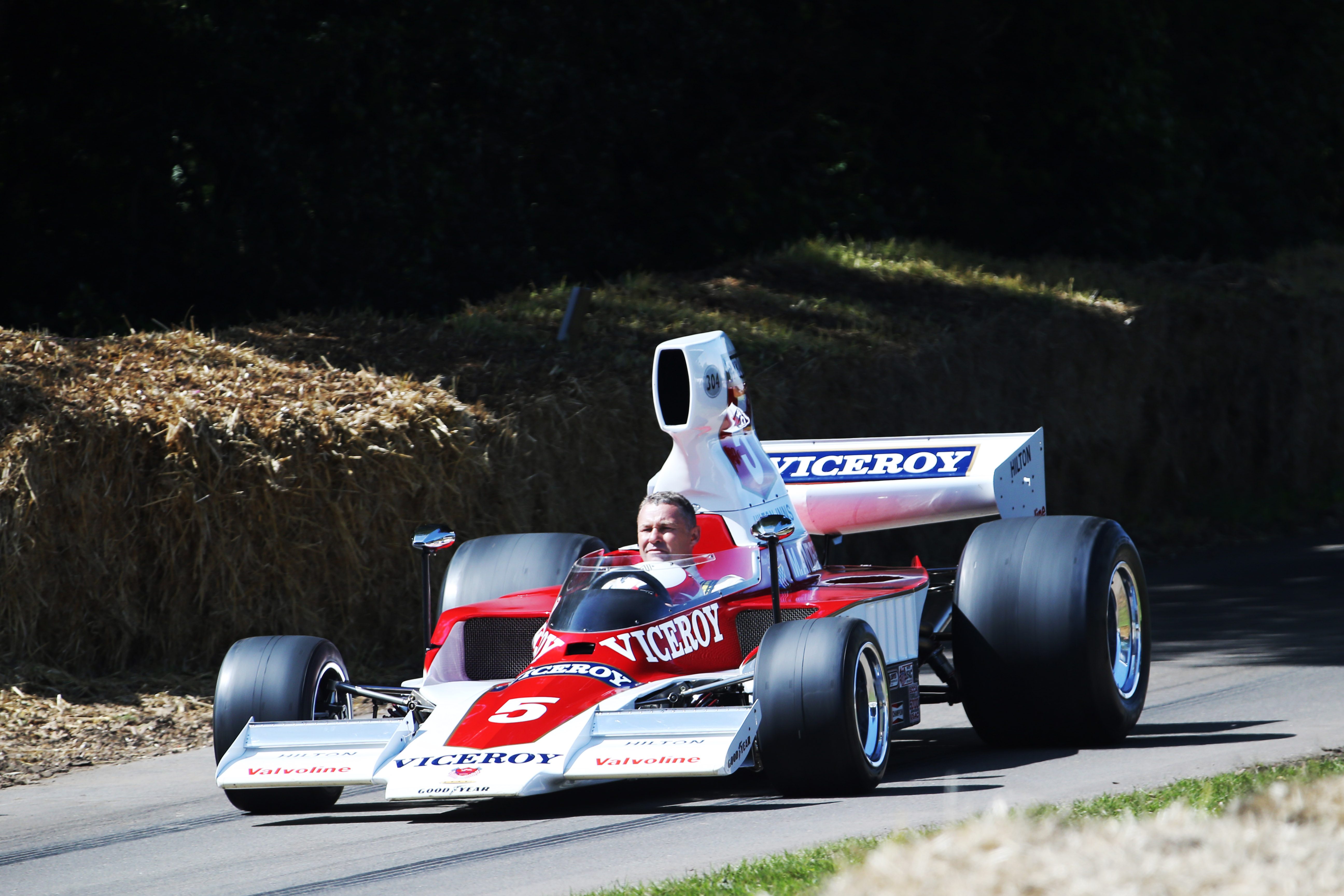
Parnelli VPJ4

1974 reifte der Plan in die Formel 1 einzusteigen. Jones engagierte den Lotus-Konstrukteur Maurice Philippe und mit viel Sponsorgeld von Firestone wagte das Team Ende 1974 den Sprung in die Formel 1. Als Fahrer wurde Mario Andretti verpflichtet der beim Großen Preis von Kanada den Parnelli VPJ4 erstmals an den Start brachte und das Rennen als Siebter beendete. Trotz des überraschenden Rückzugs von Firestone nach nur zwei Rennen, entschloss sich das Team 1975 die volle Saison mit dem VPJ4 zu bestreiten. Der größte Erfolg war der vierte Platz beim Großen Preis von Schweden 1975 wo Andretti sogar die schnellste Rennrunde fuhr. Als Parnelli 1976 nach drei Rennen das Geld ausging zog sich das Team wieder aus der Formel 1 zurück und Andretti wechselte zu Lotus.

### US-amerikanischer Monopostosport
Parnelli kehrte wieder in die USAC-Serie zurück und entwickelte noch 1976 eine Turbo-Version des Cosworth-V8-Motor. Dieser Motor, der zuerst in den Parnelli-Monoposto-Rennwagen von Al Unser und Danny Ongais eingesetzt wurde, war die Basis für den Cosworth-DFX-Motor, der von 1978 bis 1987 die jeweiligen Siegerwagen beim 500-Meilen-Rennen von Indianapolis antrieb.
Parnelli-Rennwagen liefen bis in die 1980er-Jahre in der USAC-Serie. 1979 wurde A. J. Foyt im Parnelli VPJ6 in Indianapolis Zweiter hinter Rick Mears im Penske PC6. Foyt feierte auch den letzten Sieg für Parnelli, als er 1979 mit dem VPJ6 am Texas World Speedway gewann.